# Santa Crispina
Crispina (Tagora, ... – Theveste, 304) è una martire cristiana. È venerata come santa dai fedeli cristiani che le attribuiscono la qualità di madre e cristiana coraggiosa.

## Agiografia
Le notizie che abbiamo su di lei risalgono a un sermone che Agostino d'Ippona pronunciò per commemorare la sua morte e alla Passione, una trascrizione abbastanza fedele degli atti ufficiali del suo processo.
Crispina, così chiamata probabilmente perché aveva i capelli crespi, apparteneva ad una ricca famiglia di rango elevato, era sposata e madre di diversi figli. Era una donna molto stimata nella sua città. Durante la persecuzione dei cristiani sotto Diocleziano fu arrestata e condotta a Theveste per essere giudicata dal proconsole Gaio Annio Anullino. Per metterla in ridicolo le furono rasati i capelli. Le si chiese di sacrificare agli dei pagani obbedendo agli ordini emanati da Diocleziano, ma essa si rifiutò recisamente, andando serenamente incontro alla morte per decapitazione dicendo ai persecutori: “Lode a Dio, che mi ha guardato da lassù e mi ha tolto dalle vostre mani”.
Fu giustiziata fuori dall'odierna città di Tébessa e sul luogo della sua sepoltura oggi sorge una grande basilica.

## Culto
Il culto di santa Crispina fu molto diffuso nell'antichità, ed essa veniva spesso paragonata a sant'Agnese ed a santa Tecla.
Il Martirologio romano fissa la memoria liturgica il 5 dicembre:
(Martirologio Romano)